# Puchar Interkontynentalny w Lekkoatletyce 2010 – rzut młotem mężczyzn
Rzut młotem mężczyzn – jedna z konkurencji rozegranych podczas pucharu interkontynentalnego w Splicie. Młociarze rywalizowali 4 września – pierwszego dnia zawodów.

## Rezultaty
| WR - rekord świata \| CR - rekord imprezy \| NR - rekord kraju \| AR - rekord kontynentu                       |
| SB - najlepszy wynik w sezonie \| WL - najlepszy tegoroczny wynik na listach światowych \| PB - rekord życiowy |

| Poz. | Zawodnik               | Reprezentacja  | #1    | #2    | #3    | #4    | Rezultat |
| ---- | ---------------------- | -------------- | ----- | ----- | ----- | ----- | -------- |
| 1.   | Libor Charfreitag      | Europa         | 77.76 | 76.31 | 79.69 | X     | 79.69    |
| 2.   | Dilszod Nazarow        | Azja i Oceania | 76.22 | 78.08 | 76.99 | 78.76 | 78.76    |
| 3.   | Ali Mohamed Al-Zinkawi | Azja i Oceania | X     | 74.16 | 74.72 | 76.73 | 76.73    |
| 4.   | Nicola Vizzoni         | Europa         | 75.32 | 75.94 | X     | 75.80 | 75.94    |
| 5.   | Roberto Janet          | Ameryka        | 74.06 | 74.87 | 72.54 | X     | 74.87    |
| 6.   | A.G. Kruger            | Ameryka        | X     | 74.00 | X     | X     | 74.00    |
| 7.   | Chris Harmse           | Afryka         | X     | X     | 71.06 | X     | 71.06    |
| 8.   | Mohsen El Anany        | Afryka         | 69.17 | 67.65 | 69.77 | 69.37 | 69.77    |